# Temsa Maraton
Il Temsa Maraton è un modello di pullman gran turismo prodotto dall'azienda turca Temsa a partire dal 1987.

## Storia
Il Maraton è stato il primo pullman gran turismo prodotto dalla Temsa a partire dal 1987. Nel 2015 ne è stata presentata una nuova versione al Busworld 2015 di Courtrai.

## Tecnica

### Maraton 2015
Nella sua ultima versione il Maraton viene reso disponibile in due lunghezze: 12,365 (Maraton 12) e 13,080 metri (Maraton 13). Entrambe montano un motore DAF MX11 abbinato ad un cambio manuale ZF a sei marce più retromarcia (standard) o ad un cambio automatico ZF a 12 marce più retromarcia.